# Frederico de Canossa
Bonifácio Frederico, mais conhecido como Frederico (c.1040 - Florença, julho de 1055) foi um Marquês da Toscana, que governou entre 1052 e 1055.

## Família e primeiros anos
Frederico era filho de Bonifácio de Canossa, chamado de "Tirano", o único herdeiro da dinastia Canossa, um descendente direto de Adalberto Atto (ou Atto), fundador da Casa de Attoni. governador de Régio da Emília, Modena, Mântua, Bréscia e Ferrara e de grandes estados nos Apeninos, Lombardia e na Emília-Romanha. A mãe, Beatriz de Bar, pertencia a uma das famílias mais nobres imperiais estreitamente relacionadas com o Ducado da Suábia, o Ducado de Borgonha, e com os Imperadores Henrique III e Henrique IV, dos quais Frederico era respetivamente sobrinho e primo em primeiro grau, bem como o Papa Estêvão IX. 

## O governo sob a custódia da mãe

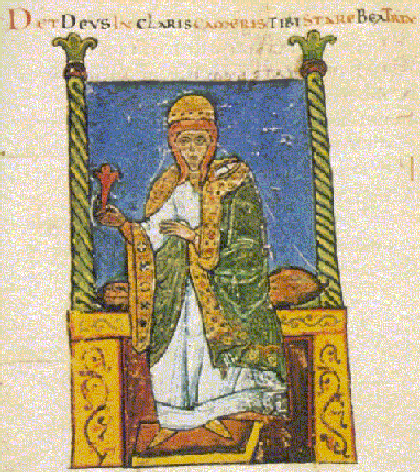
Miniatura da obra Vita Mathildis que representa Beatriz de Bar, mãe e regente de Frederico.

Após o assassinato do pai, a 6 de maio  de 1052, ascendeu ao trono. Como era, porém, menor de idade (contava então com 12 anos), a sua mãe exerceu a regência. Deste modo, para proteger o condado de ofensivas militares contra as quais não poderia batalhar, a viúva Beatriz casou-se novamente, desta vez com um primo, Godofredo III, Duque da Baixa Lorena, que era da Alta Lorena antes de se rebelar contra Henrique III, Sacro Imperador Romano-Germânico. O casamento ocorreu em 1053 ou 1054 na Igreja de São Pedro em Mântua, celebrado pelo próprio Papa Leão IX aquando do seu retorno de uma viagem que fizera à Alemanha. 
Henrique III, enfurecido pelo casamento de Beatriz com seu inimigo, viajou para Itália na primavera de 1055, chegando a Verona em abril e a Mântua duranta a Páscoa. Beatriz escreveu-lhe para lhe pedir passagem segura para que se pudesse explicar. Perante a concordância do Imperador, ela seguiu com Frederico, e com a sua mãe Matilde da Suábia, a irmã da avó do imperador, Gisela da Suábia, para Florença. Inicialmente, Henrique recusou-se a ver Beatriz, aprisionando-a em condições lamentáveis, enquanto Frederico foi tratado apropriadamente.). Porém, acabou por morrer em cativeiro. A sua morte fez de Matilde, sua irmã, a única herdeira das vastas terras do seu pai, que ainda muito teria que batalhar para conseguir herdar e governar todo o seu património sozinha.

## Morte e Legado
Frederico faleceu no cativeiro do Imperador Henrique III, em julho de 1055, com apenas 15 anos de idade e sem qualquer descendência. Deixou à sua irmã todo o legado que o seu pai lhe deixara. Esta, com 9 anos apenas, continuou sob custódia do padrasto, Godofredo III, Duque da Baixa Lorena, e do meio-irmão e marido, Godofredo IV, Duque da Baixa Lorena, seu meio-irmão, filho de Godofredo III.